# 荻窪 (杉並区)
荻窪（おぎくぼ）は、東京都杉並区の町名。現行行政地名は荻窪一丁目から五丁目。住居表示実施済み区域。広義には荻窪駅周辺および歴史的に南荻窪・上荻・西荻北・西荻南が範囲に含まれる。

## 地理
杉並区中央部に位置する。住居表示実施後の荻窪は、北側でJR東日本中央線快速を境に上荻と、北東部で阿佐谷南、東側で成田東と、南側で五日市街道付近まで延びて成田西及び高井戸東と、西側で環八通りを境に南荻窪とそれぞれ接する区域である。
広義の汎称地名としては、JR東日本中央線快速・東京メトロ丸ノ内線の荻窪駅周辺の地域で、公称町名としての荻窪に加えて、荻窪に由来する名を持つ南荻窪、上荻や、さらには中央線〜早稲田通り間の天沼、本天沼、清水、荻窪警察署等がある桃井、今川の全部または一部を含む地域を指すことが多い。なお、西荻窪（西荻北及び西荻南）は歴史的に荻窪村の一部であり、荻窪の名を含むが、今日では荻窪に含められることはほとんどない。

### 河川
- 善福寺川 ｰｰｰ 街区内中央を善福寺川が流れる。南側の善福寺川流域は、西田町（田端村の西）と呼ばれていた。武蔵野台地は水田に適さなかったが、流域は水田地帯であった。土地が低く水害が多発していたため居住には適さなかったが、そのため広い土地があり善福寺川緑地公園・荻窪団地（現シャレール荻窪）が作られた。

### 特色
荻窪という地名の由来は、この地を訪れた旅人が辺に自生していた荻を刈り取って草堂を造り、観音像を安置し荻堂（おぎどう）と名付けたことと、周辺の地形が窪地であったことによると伝えられる。荻堂のあった場所は、現在では慈雲山荻寺光明院という寺になっている。
荻窪は、大正から昭和初期にかけて東京近郊の別荘地として住宅が増加した。1927年（昭和2年）に与謝野晶子・与謝野鉄幹が南荻窪に居を構え、さらに1937年（昭和12年）に公爵で内閣総理大臣（第34・38・39代）の近衛文麿が別邸「荻外荘（てきがいそう）」を構えたところから閑静な住宅地として評価が高まり、井伏鱒二、太宰治、棟方志功、阿部知二、戸川秋骨、石井桃子、恩地孝四郎、尾崎喜八、長谷川四郎、大田黒元雄、佐藤慶次郎、遠藤実、柴田翔、三宅榛名などの作家・芸術家、音楽家、評論家など多くの文化人が私邸を構えて移住するようになった。井伏鱒二著の『荻窪風土記』には、戦前から作家、画家等の知識階層が多く住み、荻窪の文化を形成していったことが書かれている。
その歴史と文化は今でも邸宅が並ぶ住宅街に息づいている。ちなみに大田黒元雄の屋敷跡地は大田黒公園、角川書店創始者たる角川源義の邸宅は角川庭園、与謝野晶子・鉄幹の住居跡地は与謝野公園となり杉並区の施設として一般公開されている。
1980年代半ばの初期のラーメンブームにおいて大きく取り上げられた「荻窪ラーメン」で有名であり、現在でもラーメンの老舗が多くある。

### 地価
住宅地の地価は、2025年（令和7年）1月1日の公示地価によれば、荻窪1-1-18の地点で57万8000円/m2、荻窪3-32-3の地点で89万2000円/m2となっている。

## 歴史
- 関東ローム層が地表を覆い、水利がきわめて悪い周辺地域の中で、善福寺川流域は水利が良く古くから水田が開かれていた。
- 寛平年間（889年 - 897年） - 荻窪八幡神社が創建される。荻窪八幡には1052年に、源頼義が前九年の役の戦勝祈願をしたと伝えられている。また、1477年には太田道灌が頼義の故事にならい、石神井城主豊島泰経を攻める時に戦勝祈願をしている。
- 1590年 - 荻窪村が西側の上荻窪村と東側の下荻窪村に分割される。江戸時代初期には、下荻窪村は服部半蔵の、上荻窪村はその配下の知行地であったが、その後どちらも天領となった。
  - 上荻窪村 - 現行行政地名の上荻の大部分、南荻窪の西半分、西荻北、西荻南の一部にあたる地域。西荻窪駅の位置も含む。
  - 下荻窪村 - 現行行政地名の荻窪の北半分、南荻窪の東半分、上荻の一部にあたる地域。
- 1606年 - 青梅成木村に産する石灰の運搬路として青梅街道が開かれる。
- 1892年 - 甲武鉄道（現・JR東日本中央線快速）荻窪駅が開業。
- 1926年 - 上荻窪村・下荻窪村・上井草村・下井草村が合併して、豊多摩郡井荻町になる。※町役場は、桃井第一小学校の正門付近にあった。
- 1927年 - 『荻窪風土記』の作者井伏鱒二が井荻村（現在の清水）の新居に転居。
- 1932年 -  荻窪のあった井荻町・杉並町・高井戸町・和田堀町が合併して、東京市杉並区になる。
- 1936年 - 二・二六事件の際に、決起部隊が上荻窪の渡辺錠太郎教育総監邸を襲撃し、警備兵と銃撃の末に邸内に侵入。渡辺総監を殺害する。
- 1936年11月から翌年にかけて - 太宰治が荻窪のアパート碧雲荘に住んでいた。
- この一帯は空襲を免れたため、第二次世界大戦における空襲で被災した下町から多くの人が移り住み、人口が増加する。
- 1945年12月16日の未明 - 近衛元総理大臣が、荻外荘にて青酸カリを飲んで自殺。A級戦犯として、巣鴨拘置所に入る日だった。
- 2012年 - 東京都は荻窪五丁目を都迷惑防止条例に基づき、客引きやスカウトのみならず、それらを行うために待機する行為なども禁止する区域に指定[6]。

## 世帯数と人口
2025年（令和7年）3月1日現在（杉並区発表）の世帯数と人口は以下の通りである。
| 丁目       | 世帯数     | 人口     |
| ---------- | ---------- | -------- |
| 荻窪一丁目 | 2,609世帯  | 5,360人  |
| 荻窪二丁目 | 2,193世帯  | 4,025人  |
| 荻窪三丁目 | 3,720世帯  | 6,970人  |
| 荻窪四丁目 | 2,719世帯  | 4,370人  |
| 荻窪五丁目 | 3,147世帯  | 4,868人  |
| 計         | 14,388世帯 | 25,593人 |

### 人口の変遷
国勢調査による人口の推移。
| 年                 | 人口   |
| ------------------ | ------ |
| 1995年（平成7年）  | 21,861 |
| 2000年（平成12年） | 22,385 |
| 2005年（平成17年） | 22,057 |
| 2010年（平成22年） | 22,937 |
| 2015年（平成27年） | 24,329 |
| 2020年（令和2年）  | 26,181 |

### 世帯数の変遷
国勢調査による世帯数の推移。
| 年                 | 世帯数 |
| ------------------ | ------ |
| 1995年（平成7年）  | 10,274 |
| 2000年（平成12年） | 11,117 |
| 2005年（平成17年） | 11,634 |
| 2010年（平成22年） | 12,552 |
| 2015年（平成27年） | 13,341 |
| 2020年（令和2年）  | 14,607 |

## 学区
区立小・中学校に通う場合、学区は以下の通りとなる（2016年1月時点）。
| 丁目       | 番地                                                          | 小学校                 | 中学校             |
| ---------- | ------------------------------------------------------------- | ---------------------- | ------------------ |
| 荻窪一丁目 | 全域                                                          | 杉並区立西田小学校     | 杉並区立松溪中学校 |
| 荻窪二丁目 | 全域                                                          | 杉並区立西田小学校     | 杉並区立松溪中学校 |
| 荻窪三丁目 | 1〜37番 39番1号 39番15〜22号 40〜46番 47番1〜4号 47番19〜29号 | 杉並区立西田小学校     | 杉並区立松溪中学校 |
| 荻窪三丁目 | 38番 39番2〜14号 47番5〜18号 48番                             | 杉並区立桃井第二小学校 | 杉並区立松溪中学校 |
| 荻窪四丁目 | 全域                                                          | 杉並区立桃井第二小学校 | 杉並区立松溪中学校 |
| 荻窪五丁目 | 全域                                                          | 杉並区立桃井第二小学校 | 杉並区立松溪中学校 |

## 事業所
2021年（令和3年）現在の経済センサス調査による事業所数と従業員数は以下の通りである。
| 丁目       | 事業所数    | 従業員数 |
| ---------- | ----------- | -------- |
| 荻窪一丁目 | 107事業所   | 570人    |
| 荻窪二丁目 | 100事業所   | 556人    |
| 荻窪三丁目 | 101事業所   | 517人    |
| 荻窪四丁目 | 258事業所   | 1,731人  |
| 荻窪五丁目 | 658事業所   | 5,677人  |
| 計         | 1,224事業所 | 9,051人  |

### 事業者数の変遷
経済センサスによる事業所数の推移。
| 年                 | 事業者数 |
| ------------------ | -------- |
| 2016年（平成28年） | 1,166    |
| 2021年（令和3年）  | 1,224    |

### 従業員数の変遷
経済センサスによる従業員数の推移。
| 年                 | 従業員数 |
| ------------------ | -------- |
| 2016年（平成28年） | 9,015    |
| 2021年（令和3年）  | 9,051    |

## 施設
- 杉並区立中央図書館
- 杉並保健所
- 荻窪体育館
- 杉並区立西田小学校
- 杉並区立桃井第二小学校
- 杉並区立松溪中学校
- 杉並区立神明中学校
- 東京都立荻窪高等学校
- 東京都立西高等学校

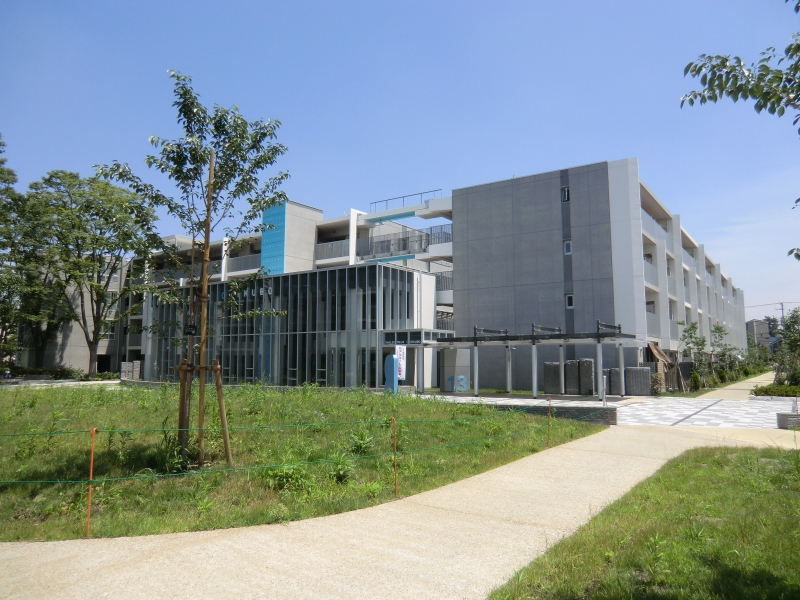
シャレール荻窪

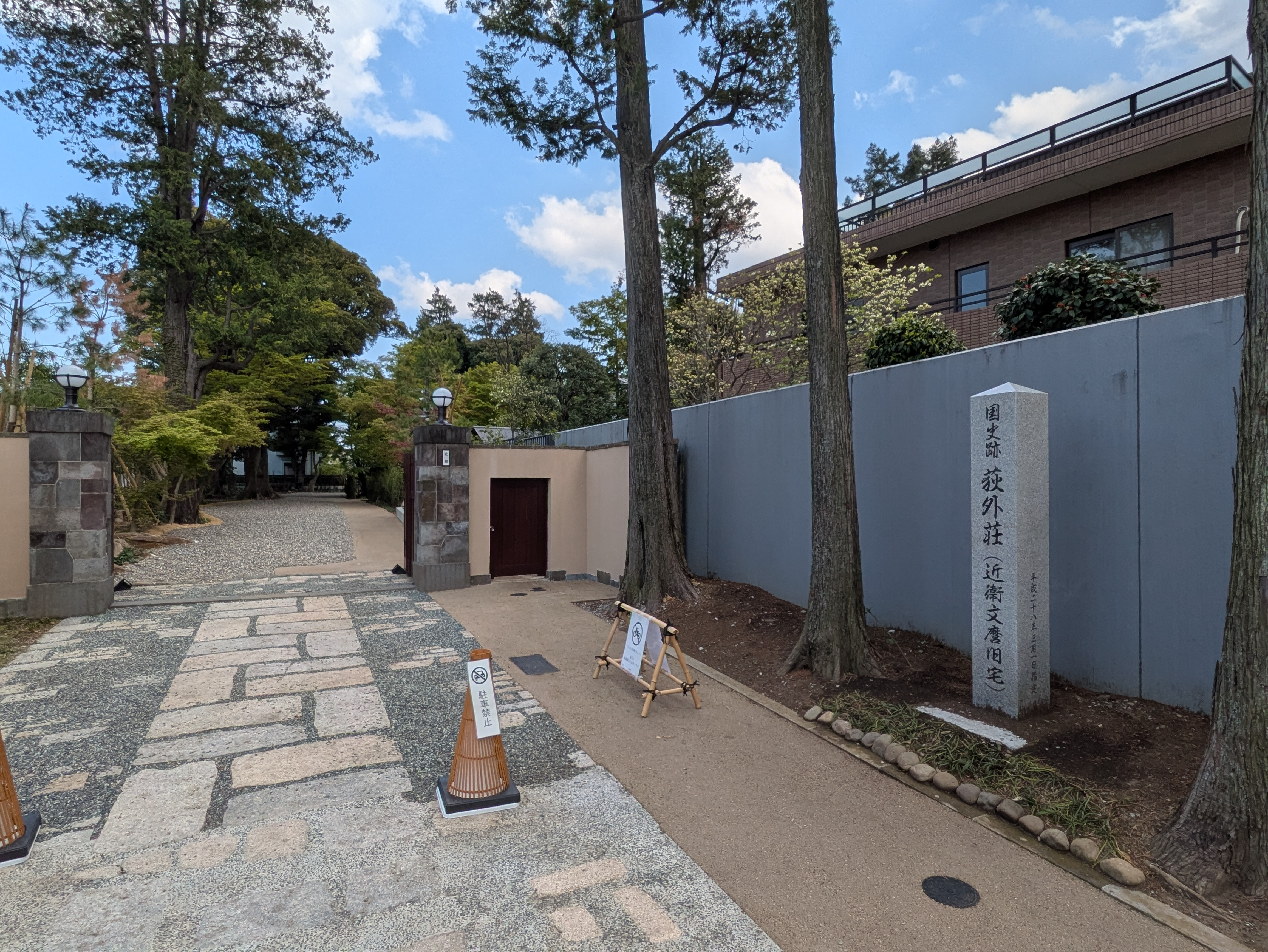
荻窪 荻外荘

- エベレス・インターナショナルスクール（ネパール人学校）
- 杉並区立ゆうゆう上荻窪館
- 杉並区立ゆうゆう西田館
- 杉並区立ゆうゆう荻窪館
- 杉並区立ゆうゆう荻窪東館
- シャレール荻窪（旧荻窪団地）
- 慈雲山荻寺光明院
- 公園
  - 大田黒公園
  - 杉並区立角川庭園
  - 荻外荘
  - 松渓公園
- 商店街
  - 荻窪南口仲通り商店街
  - 荻窪教会通り商店街
  - 荻窪すずらん通り商店街
  - ことぶき通り商店街
  - 荻窪銀座商店街
  - 西田商店街・川南共栄会
- ルミネ荻窪店

## 交通

### 鉄道
| 街区内の駅                                                                      |
| ------------------------------------------------------------------------------- |

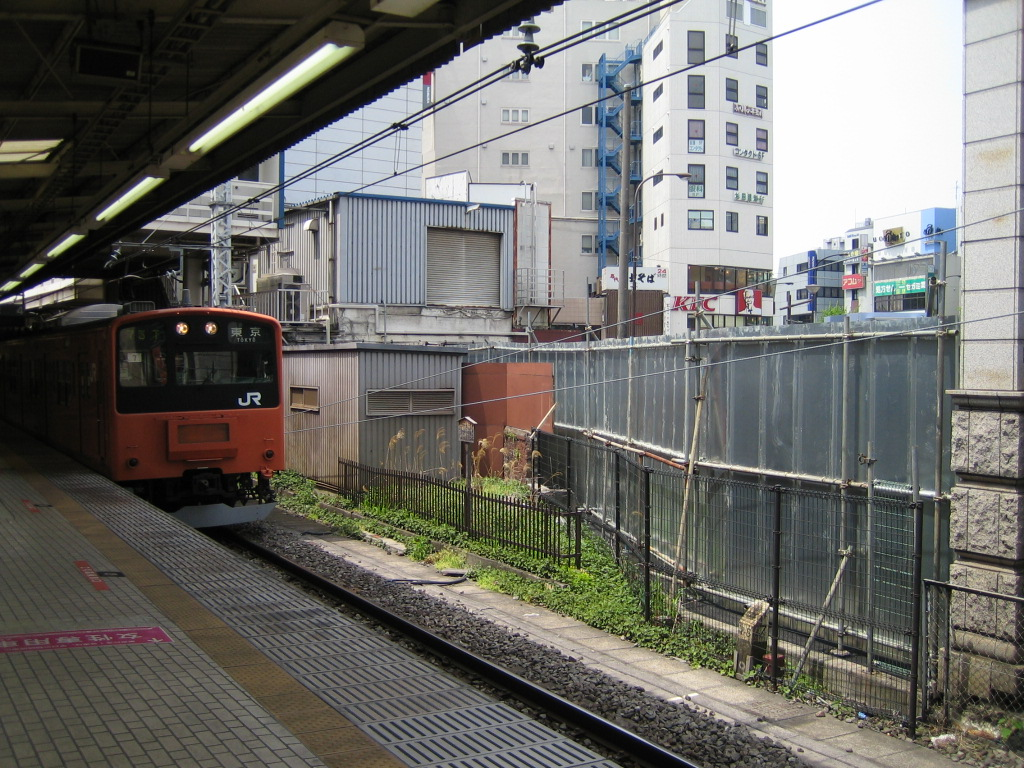
駅には地名に即した荻の植え込み区画がある。(2010年頃の写真)

| JR中央線 JR中央・総武線各駅停車 東京メトロ丸ノ内線 - 荻窪駅(JC 09)(JB 04)(M 01) |

- エイトライナー ｰｰｰ 同地区を対象とした路線構想

### バス
- 関東バス
- 西武バス

### 道路
- 東京都道・埼玉県道4号東京所沢線（青梅街道）
- 東京都道311号環状八号線（環八通り）

## その他

### 日本郵便
- 郵便番号 : 167-0051[3]（集配局 : 荻窪郵便局[16]）。